# Liste du patrimoine immobilier classé de Clavier
Cette page regroupe l'ensemble du patrimoine immobilier classé de la ville belge de Clavier.
| Objet | Année de construction / Architecte | Adresse              | Section communale      | Coordonnées                      | Numéro d’inventaire | Illustration |
| --- | ---------------------------------- | -------------------- | ---------------------- | -------------------------------- | ------------------- | --- |
| Borne frontière dite Li pire al gatte |                                    |                      | Clavier                | 50° 24′ 47″ nord, 5° 21′ 59″ est | 61012-CLT-0001-01   | Image manquanteTéléverser |
| Le chœur et la nef centrale de l'église Saint-Lambert |                                    |                      | Bois-et-Borsu          | 50° 23′ 51″ nord, 5° 20′ 15″ est | 61012-CLT-0005-01   | Le chœur et la nef centrale de l'église Saint-Lambert |
| Tour de l'église Saint-Martin |                                    |                      | Les Avins              | 50° 24′ 56″ nord, 5° 17′ 58″ est | 61012-CLT-0006-01   | Image manquanteTéléverser |
| Pierre au sacrement (M), la place publique dite Bati de Pair, le chemin de Messe ainsi que le tilleul de la Patte d'Oie (S) (+ OUFFET/Warzée) |                                    |                      | Pair (Clavier)         | 50° 26′ 39″ nord, 5° 24′ 09″ est | 61012-CLT-0007-01   | Pierre au sacrement, Place Bati de Pair, Chemin de Messe, Tilleul |
| Orgues de l'église Saint-Martin |                                    |                      | Les Avins              | 50° 24′ 56″ nord, 5° 17′ 58″ est | 61012-CLT-0008-01   | Image manquanteTéléverser |
| Église Saint-Remacle d'Ocquier |                                    |                      | Ocquier                | 50° 23′ 47″ nord, 5° 23′ 44″ est | 61012-CLT-0010-01   | Église Saint-Remacle d'Ocquier |
| Ensemble des murailles formant la cour des Moines, ainsi que les toitures et les charpentes. |                                    |                      | Ocquier                | 50° 23′ 50″ nord, 5° 23′ 44″ est | 61012-CLT-0011-01   | Murailles formant la cour des Moines |
| Chapelle Notre Dame (Chapelle de la Sainte-Vierge) |                                    |                      | Saint-Fontaine(Pailhe) | 50° 24′ 50″ nord, 5° 14′ 39″ est | 61012-CLT-0012-01   | Chapelle Notre Dame (Chapelle de la Sainte-Vierge) |
| Deux tilleuls situés à gauche et à droite de l'entrée du cimetière, sur la place dite Bati de Pair au hameau de Pair |                                    |                      | Pair (Clavier)         | 50° 26′ 31″ nord, 5° 24′ 09″ est | 61012-CLT-0013-01   | Deux tilleuls place Bati de Pair |
| Ensemble formé par le château de Vervoz et les terrains environnants |                                    |                      | Clavier, Ocquier       | 50° 23′ 33″ nord, 5° 21′ 45″ est | 61012-CLT-0014-01   | Ensemble formé par le château de Vervoz et les terrains environnants |
| Glacière à glace naturelle et la pompe à eau du château |                                    | Allée du puits       | Clavier                | 50° 25′ 44″ nord, 5° 21′ 58″ est | 61012-CLT-0015-01   | Glacière à glace naturelle et la pompe à eau du château |
| Les façades et les toitures de la maison |                                    | Rue Roi Albert n°1   | Clavier                | 50° 25′ 37″ nord, 5° 21′ 24″ est | 61012-CLT-0016-01   | Image manquanteTéléverser |
| Orgues et le jubé de l'église Saint-Martin à Borsu |                                    | Borsu                | Bois-et-Borsu          | 50° 23′ 18″ nord, 5° 19′ 18″ est | 61012-CLT-0018-01   | Image manquanteTéléverser |
| Ferme aux Grives : le logis, les anciennes étables sous fenil, la grange, la dépendance transformée en conciergerie, les porcheries, ainsi que les murs ; l'un devançant la propriété et l'autre la clôturant à l'est. |                                    | Roua n°17            | Ocquier                | 50° 23′ 50″ nord, 5° 23′ 27″ est | 61012-CLT-0019-01   | Ferme Aux Grives |
| Machine élévatoire (station hydraulique), le bâtiment qui l'abrite et l'entièreté de son installation mécanique de pompage avec les conduites d'amenée et de refoulement ; le bief d'alimentation ; le portique à 5 vannes formant barrage sur le Houyoux ; les petits ouvrages hydrauliques connexes : grille de protection de la turbine, vanne et bief de décharge, canal de fuite (souterrain) évacuant les eaux turbinées vers la rivière. |                                    |                      | Les Avins              | 50° 24′ 38″ nord, 5° 17′ 30″ est | 61012-CLT-0020-01   | Machine élévatoire |
| Ferme du 18e siècle et Moulin du Val Tibiémont |                                    | Rue du Val n°16 & 17 | Clavier                | 50° 25′ 29″ nord, 5° 18′ 02″ est | 61012-CLT-0022-01   | Ferme du 18e siècle et Moulin du Val Tibiémont |
| Borne frontière dite Pierre au Loup |                                    |                      | Clavier                | 50° 24′ 24″ nord, 5° 23′ 17″ est | 61012-CLT-0023-01   | Image manquanteTéléverser |
| Borne frontière dite Fond du Val |                                    |                      | Clavier                | 50° 25′ 40″ nord, 5° 24′ 35″ est | 61012-CLT-0024-01   | Image manquanteTéléverser |
| Borne frontière dite Terre al Masse |                                    |                      | Atrin                  | 50° 25′ 03″ nord, 5° 24′ 16″ est | 61012-CLT-0025-01   | Image manquanteTéléverser |
| La totalité (intérieur et extérieur) de la maison sise rue Roi Albert, au n°3 |                                    | Roi Albert n°3       | Clavier                | 50° 25′ 37″ nord, 5° 21′ 25″ est | 61012-CLT-0026-01   | Image manquanteTéléverser |
| La chapelle de Vervoz (M) et le château de Vervoz, ses dépendances, la chapelle, la grille qui longe la pâture qui borde l'étang et la chapelle, l'ancienne ferme jouxtant le château, le mur de clôture du hameau, les bâtiments des deux anciennes fermes (à l'exception de la maison dite de Strebelle), l'ancienne forge et la maison du forgeron (EA).                                                                                     |                                    |                      | Vervoz                 | 50° 23′ 48″ nord, 5° 22′ 24″ est | 61012-CLT-0031-01   | La chapelle de Vervoz (M) et le château de Vervoz, ses dépendances, la chapelle, la grille qui longe la pâture qui borde l'étang et la chapelle, l'ancienne ferme jouxtant le château, le mur de clôture du hameau, les bâtiments des deux anciennes fermes (à l'exception de la maison dite de Strebelle), l'ancienne forge et la maison du forgeron (EA). |
| L'ensemble formé par le château de Vervoz et les terrains environnants |                                    |                      | Ocquier                | 50° 23′ 33″ nord, 5° 21′ 45″ est | 61012-PEX-0001-01   | L'ensemble formé par le château de Vervoz et les terrains environnants |